# زیردریایی کلاس برین
زیردریایی کلاس برین (به انگلیسی: Brin-class submarine) یک کلاس از زیردریایی است که طول آن 72.5m می‌باشد.